# Lillören (naturreservat)
Lillören är ett naturreservat i Kinda kommun i Östergötlands län.
Området, som är naturskyddat sedan 2018, är 57 hektar stort. Reservatet omfattar höjder och ett område utmed en bäck som rinner från Lillören till Ören. Reservatet består av barrblandskog med ädellövträd närmare bäcken.